# 国際連合宇宙局
国際連合宇宙局（こくさいれんごううちゅうきょく、United Nations Office for Outer Space Affairs、UNOOSA）は、国際連合の宇宙に関する政策を担当する機関。本部はオーストリアのウィーンに所在。国際連合事務局政治・平和構築局下の組織である。
1958年12月13日に国際連合総会決議により政治安全保障局傘下に設立。国連総会および国際連合宇宙空間平和利用委員会（United Nations Committee on the Peaceful Uses of Outer Space、COPUOS）の決議に則り、宇宙開発に関する国際的な法的業務の実施や発展途上国の宇宙開発技術の支援を行う。

## 業務
- 宇宙使用計画、宇宙への打ち上げ登録など。
- 発展途上国に対して、経済開発の為の宇宙技術の支援。

## 土井宇宙飛行士の着任
2009年9月に、JAXAの宇宙飛行士土井隆雄が国際連合宇宙部宇宙応用課長に就任した。